# Androsace coronata
Androsace coronata là một loài thực vật có hoa trong họ Anh thảo. Loài này được (Watt) Hand.-Mazz. mô tả khoa học đầu tiên năm 1930.